# Rhipidia (Eurhipidia) mediofilosa
Rhipidia (Eurhipidia) mediofilosa is een tweevleugelige uit de familie steltmuggen (Limoniidae). De soort komt voor in het Afrotropisch gebied.